# Anaecypris hispanica
Genre
Espèce
Synonymes
- Phoxinellus hispanicus (Steindachner, 1866)[1]
- Phoxinus hispanicus Steindachner, 1866[2] [1]

Statut de conservation UICN

 EN A2ace : En danger
Anaecypris hispanica est une espèce de poissons osseux de la famille des Cyprinidae qui vit dans le Guadiana, dans la péninsule Ibérique. C'est le seul représentant du genre Anaecypris. Il est considéré comme espèce menacée en raison de la dégradation de son habitat. Il est appelé Jarabugo en Espagne et Saramugo au Portugal.